# 九鬼隆抵

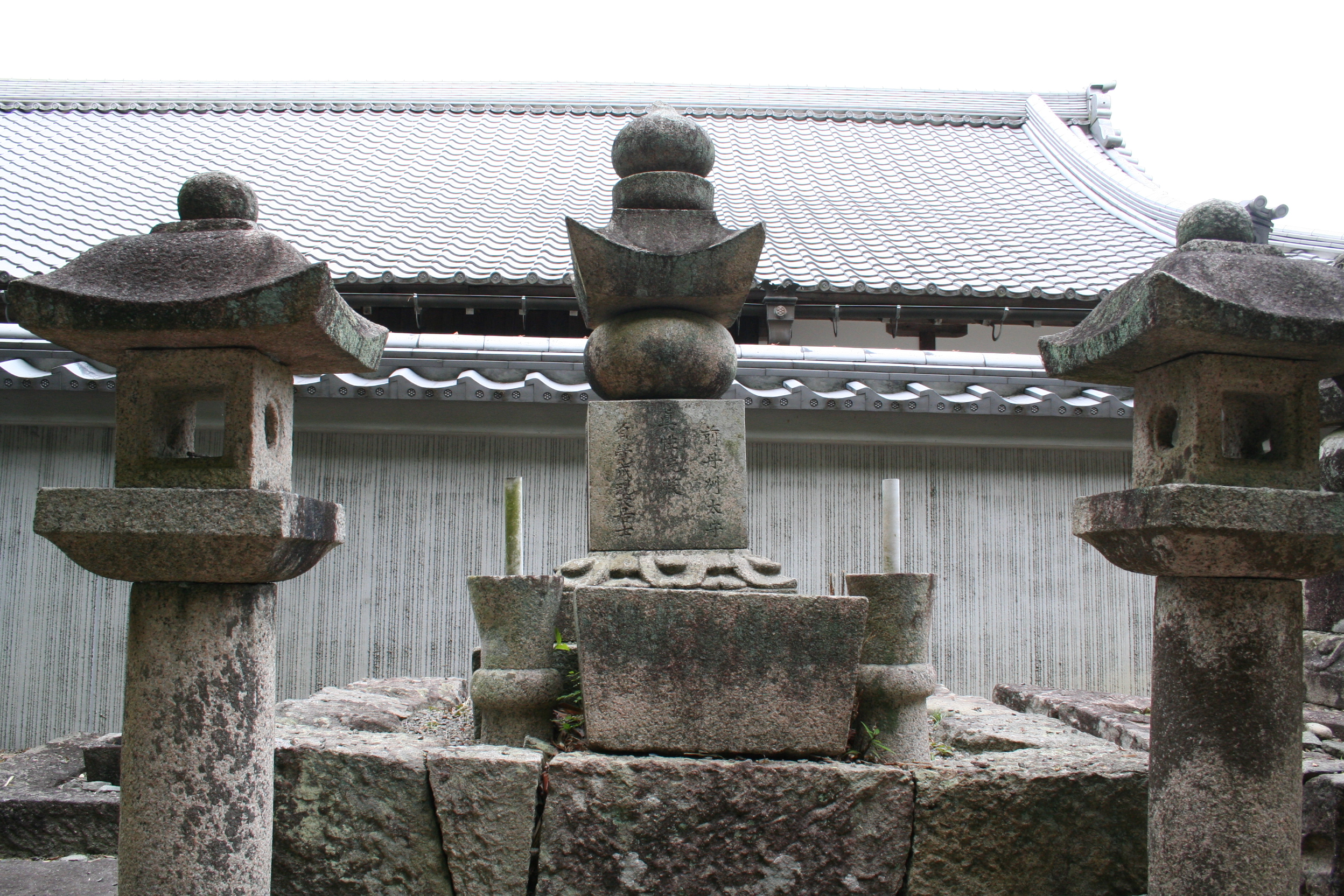
九鬼隆抵の墓。(兵庫県三田市心月院)

九鬼 隆抵（くき たかやす、元禄3年（1690年） - 享保18年11月9日（1733年12月14日））は、摂津三田藩の第6代藩主。九鬼氏18代当主。

## 概要
大身旗本戸田忠章の次男。正室は植村家言の娘。子に娘（九鬼隆由正室）。官位は従五位下、丹後守。幼名は兵助。初名は隆休。実父の戸田忠章は宇都宮藩主戸田忠昌の五男で、実兄に宇都宮藩主戸田忠余がいる。元禄15年（1702年）6月18日、先代藩主の九鬼隆久の養嗣子となる。同年12月15日、将軍徳川綱吉に御目見する。宝永4年（1707年）4月16日、隆久の隠居で跡を継いだ。同年12月13日に叙任する。享保18年（1733年）11月9日、44歳で死去し、跡を婿養子の隆由が継いだ。墓所は東京都豊島区駒込の泰宗寺。